# Geoffrey Palmer (színművész)
Geoffrey Dyson Palmer (London, 1927. június 4. – 2020. november 5.) angol színész.

## Fontosabb filmjei
Mozifilmek
- A Prize of Arms (1962)
- Incident at Midnight (1963)
- Ring of Spies (1964)
- Az óriás árnyéka (Cast a Giant Shadow) (1966)
- A szerencse fia (O Lucky Man!) (1973)
- The Battle of Billy's Pond (1976)
- The Outsider (1979)
- A tiszteletbeli konzul (The Honorary Consul) (1983)
- Z és két nulla (A Zed & Two Noughts) (1985)
- Óraműpontossággal (Clockwise) (1986)
- A hal neve: Wanda (A Fish Called Wanda) (1988)
- Sólymok (Hawks) (1988)
- György király (The Madness of King George) (1994)
- Botrány a birodalomban (Mrs. Brown) (1997)
- A holnap markában (Tomorrow Never Dies) (1997)
- Ó, azok az angolok (Stiff Upper Lips) (1998)
- Anna és a király (Anna and the King) (1999)
- Patkánymese (Rat) (2000)
- Pán Péter (Peter Pan) (2003)
- Piccadilly Jim (2004)
- A rózsaszín párduc 2. (The Pink Panther 2) (2009)
- W.E. (2011)
- Elveszett karácsony (Lost Christmas) (2011)
- Run for Your Wife (2012)
- Bert and Dickie (2012)
- The Last Sparks of Sundown (2014, hang)
- Paddington (2014)
- To Olivia (2021)

Tv-filmek
- Szentivánéji álom (A Midsummer Night's Dream) (1981)
- A Hold vizei (Waters of the Moon) (1983)
- Vakmerők (Reckless: The Movie) (1998)
- Alice Tükörországban (Alice Through the Looking Glass) (1998)
- Zsémbes öregurak karácsonykor (Grumpy Old Men at Christmas) (2003)
- Szeret, nem szeret (He Knew He Was Right) (2004)
- Fenevadak – A gyilkos leopárd (The Man-Eating Leopard of Rudraprayag) (2005)
- Margaret: Hosszú menet Finchley-ig (Margaret Thatcher: The Long Walk to Finchley) (2008)
- Hollow Crown – Koronák harca (The Hollow Crown) (2012)
- Az utolsó angol úriember (Parade's End) (2012)

Tv-sorozatok
- The Army Game (1959–1960, 20 epizódban)
- Garry Halliday (1959–1962, hang, 20 epizódban)
- Bootsie and Snudge (1960–1963, 13 epizódban)
- Family Solicitor (1961, 18 epizódban)
- Az Angyal kalandjai (The Saint) (1963, egy epizódban)
- Ki vagy, doki? (Doctor Who) (1970–1972, 2007, hét epizódban)
- The Fall and Rise of Reginald Perrin (1976–1979, 13 epizódban)
- Waczak szálló (Fawlty Towers) (1979, egy epizódban)
- Butterflies (1978–1983, 28 epizódban)
- Fairly Secret Army (1984–1986 13 epizódban)
- Executive Stress (1986, hét epizódban)
- Hot Metal (1986–1989, hét epizódban)
- Ahogy múlik az idő (As Time Goes By) (1992–2005, 67 epizódban)
- The Legacy of Reginald Perrin (1996, hét epizódban)
- The Savages (2001, hat epizódban)